# Budapesti Sertésközvágóhíd
A Budapesti Sertésközvágóhíd egy 20. század elején létesült, mára már megszűnt nagy élelmiszeripari üzem. Egyik épületében működött 1974 és kb. 2010 között a Húsipari Múzeum.

## Története
Budapesten, a IX. kerületi Soroksári úton 1872-ben nyílt meg a Budapesti Marhaközvágóhíd. Míg a marhavágóhíd az Összekötő vasúti híd (népnyelven még: Déli összekötő vasúti híd) vonalától (az ún. Összekötő vasúttól, ez mai néven a Kőbánya felső–Kelenföld szakaszt jelenti) északra épült fel, 1895-ben tervezet készült ettől délre egy sertésvágóhíd megépítésére. Így a Ferencvárosi rendező-pályaudvar közvetlen szomszédságában, a mai Külső Mester utca és a Gubacsi út közötti részen 1897 és 1902 között fel is épült Budapest új, nagy sertésvágóhídja, és 1902. május 1-jén már meg is nyitotta kapuit. Tervezője Mihályik István székesfővárosi mérnök, kivitelezője Kubinyi Imre székesfővárosi mérnök volt. 1930 és 1932 között nagy méretű csarnokot építettek a telepen Münnich Aladár tervei szerint. Később hűtőháza, és új raktárháza is épült, a , vágócsarnokot pedig átépítették. Mindhárom munkát Wossala Sándor tervei alapján végezték.
A sertésvágóhíd fénykorában naponta átlagosan 5000 házi sertés vágására került sor.
Az üzem területén működött az Országos Húsipari Kutatóintézet, majd 1974-től a Húsipari Múzeum is.
Közel 100 évnyi fennállás után, a rendszerváltást követően számolták fel az üzemet. Épületeit néhány kivételével 2001-ben elbontották: a Gubacsi úti oldalon egy régi irodaépület, a műemléki védelem alatt álló 20. század eleji díszes víztorony, valamint az 1932-ben átadott csarnok menekült meg. Érdekesség, hogy ekkoriban került sor a Külső Mester utca megépítésére is. A parlagon hagyott telekre ezt követően nem épült semmi. Napjainkban egy része a Volánbusz autóbusz-parkolójaként funkcionál.
A telep kiterjedt iparvágány hálózattal rendelkezett. Az összekötő vágány a mai Külső Mester utca nyomvonalát keresztezve kapcsolódott a Ferencvárosi rendező pályaudvarhoz.

## Képtár

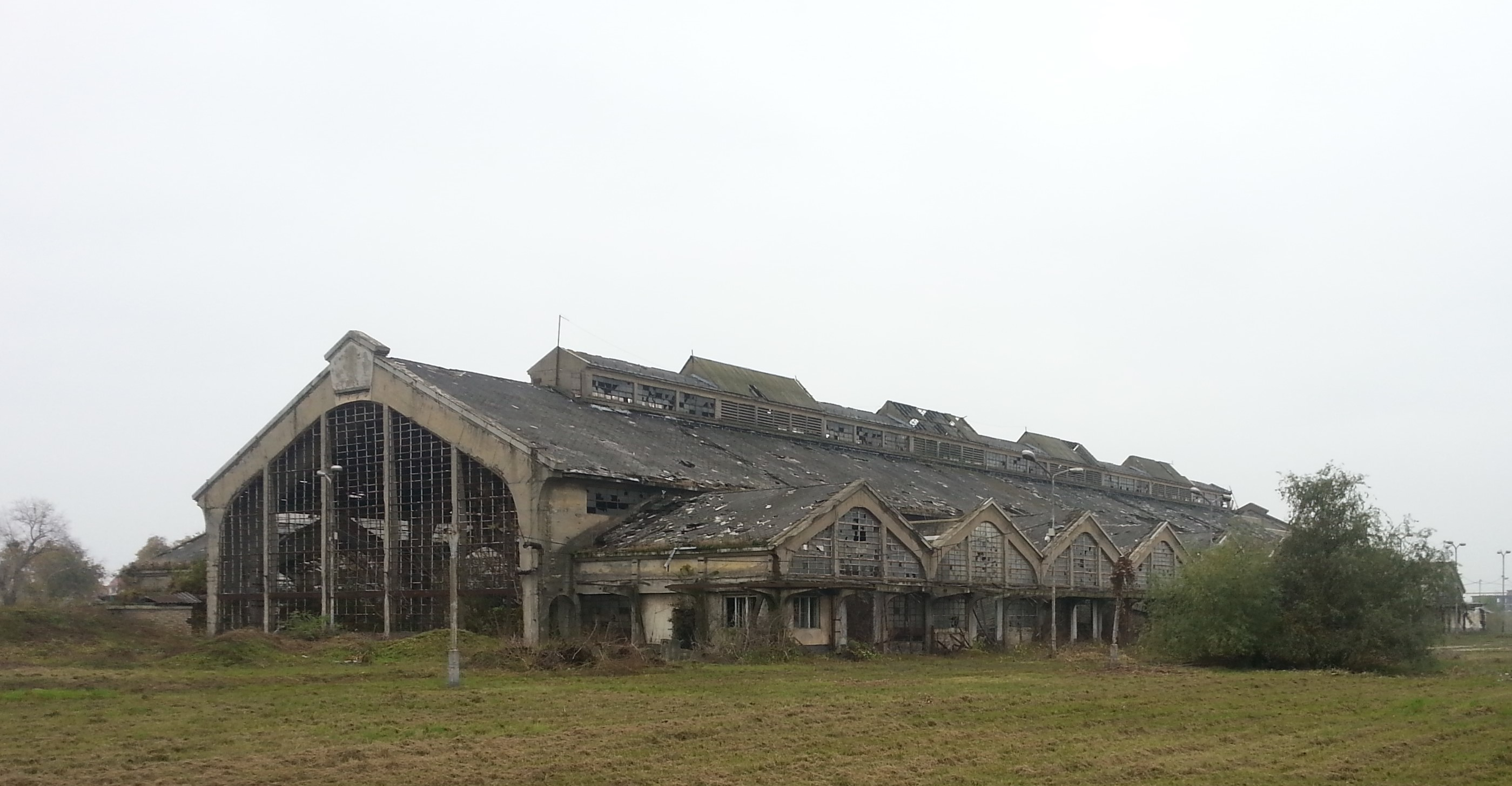
Az 1930 és 1932 között épült, máig meglévő hatalmas csarnoképület (Koppány utcai oldal)
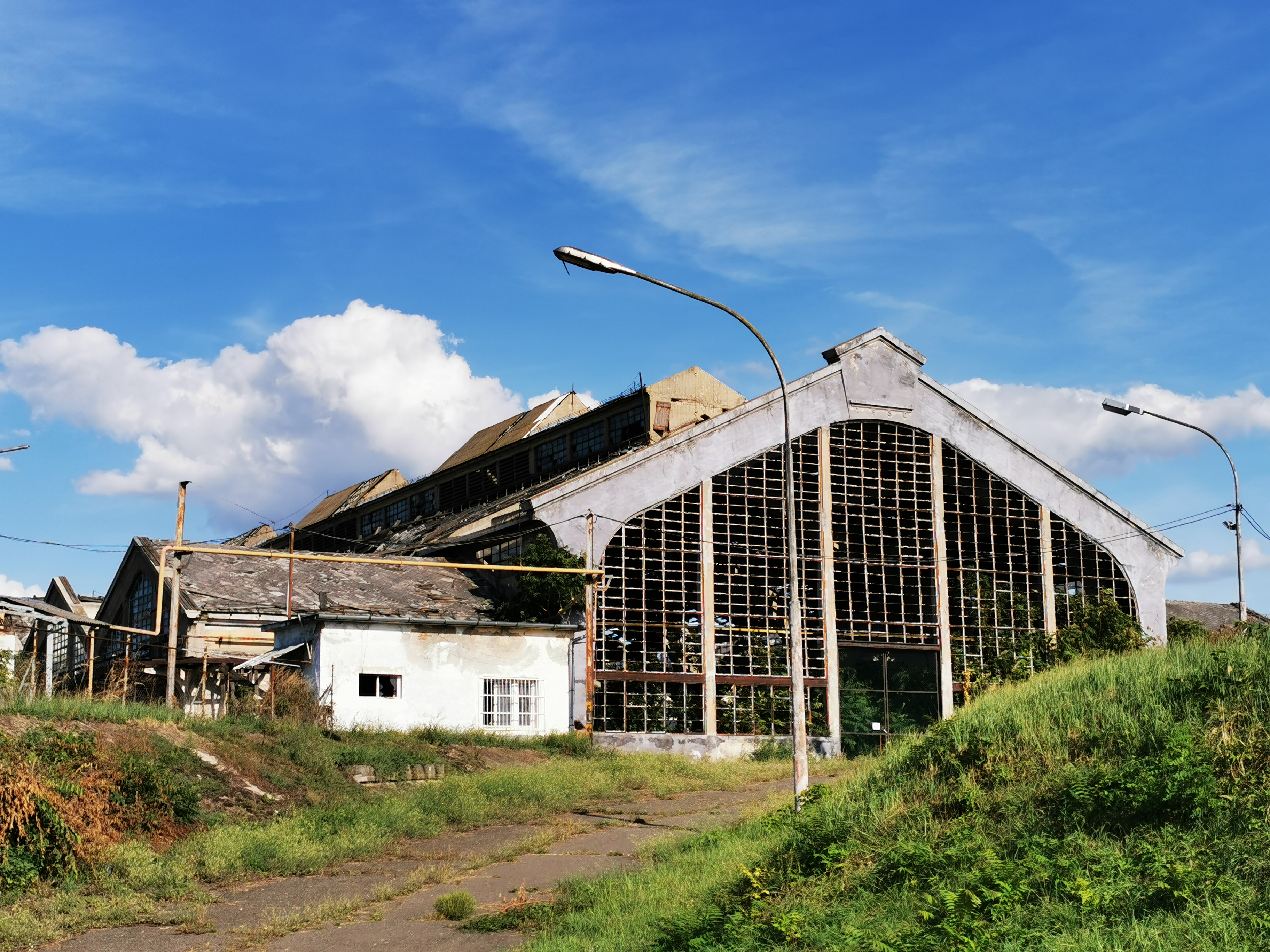
A csarnok vége közelről
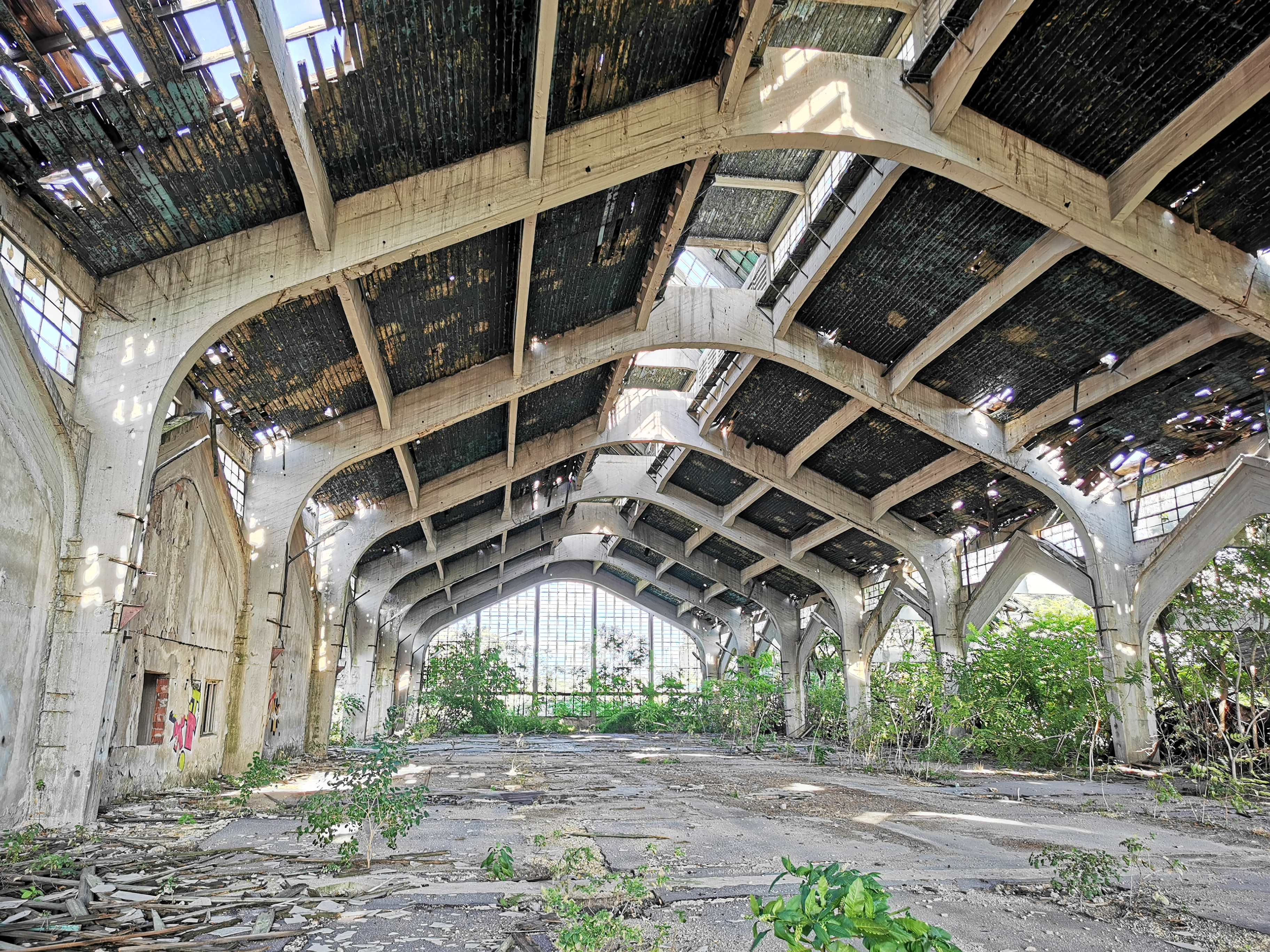
A csarnok belülről
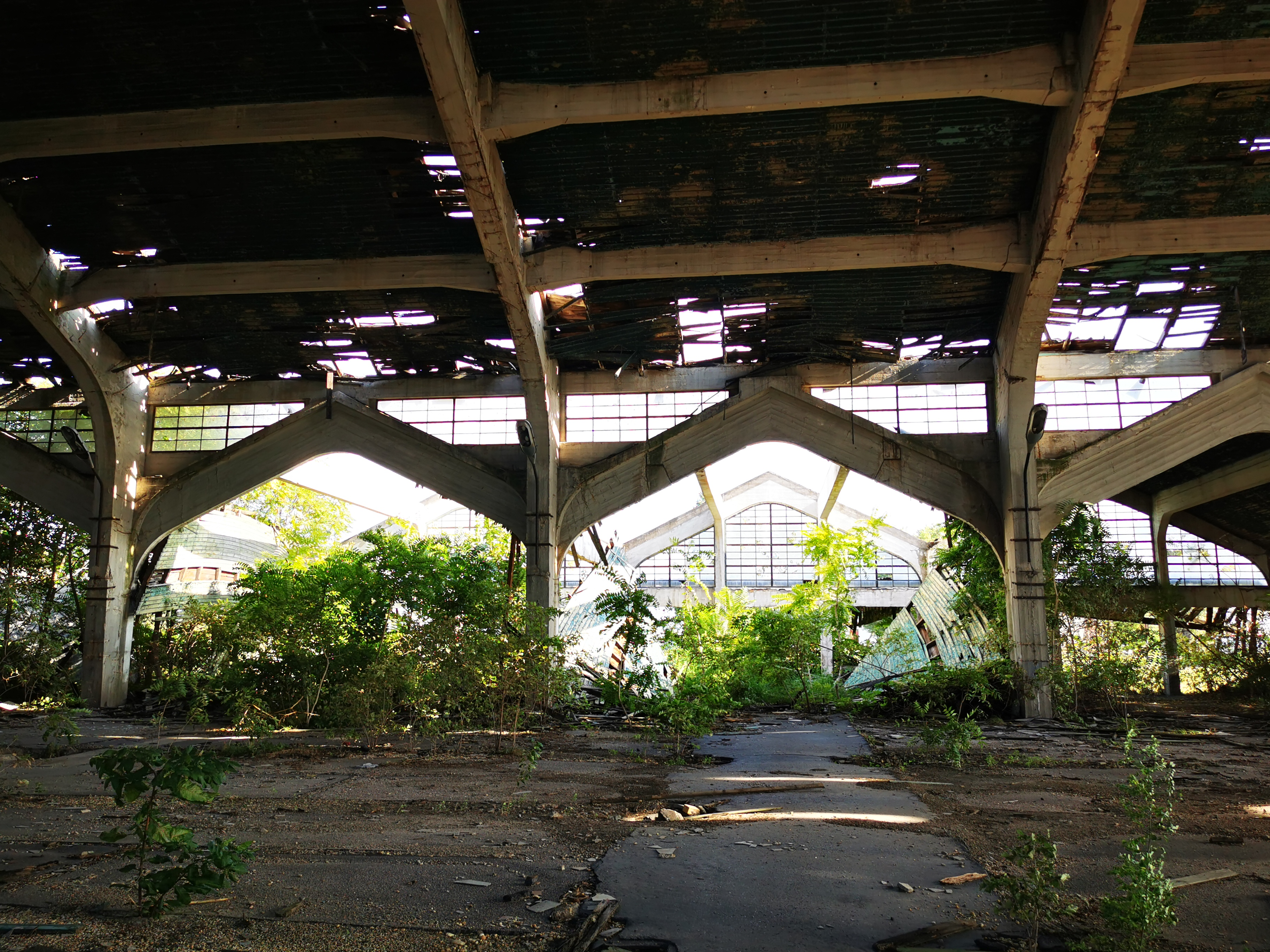
A csarnok belülről
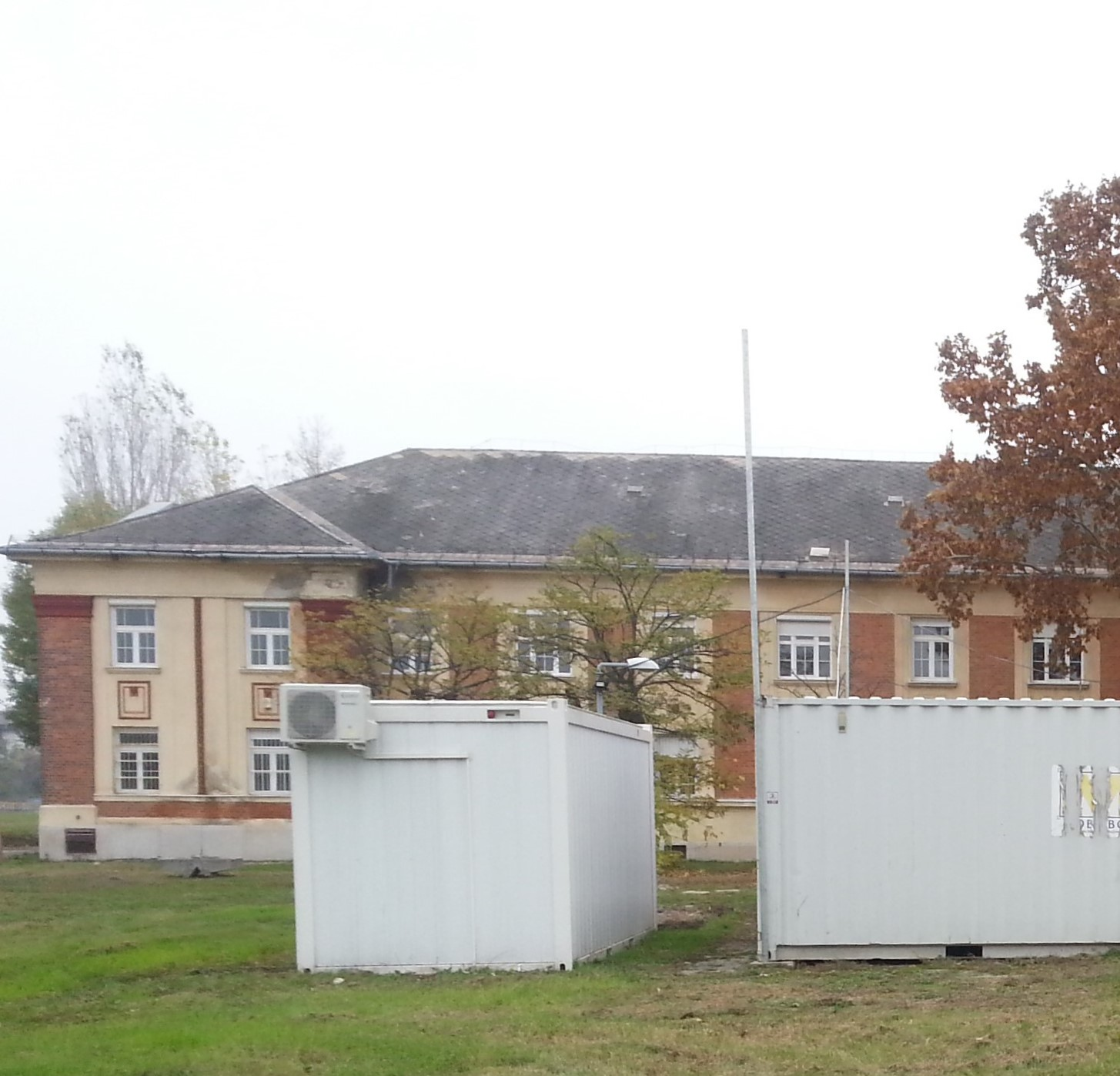
Irodaépület (Gubacsi úti oldal)
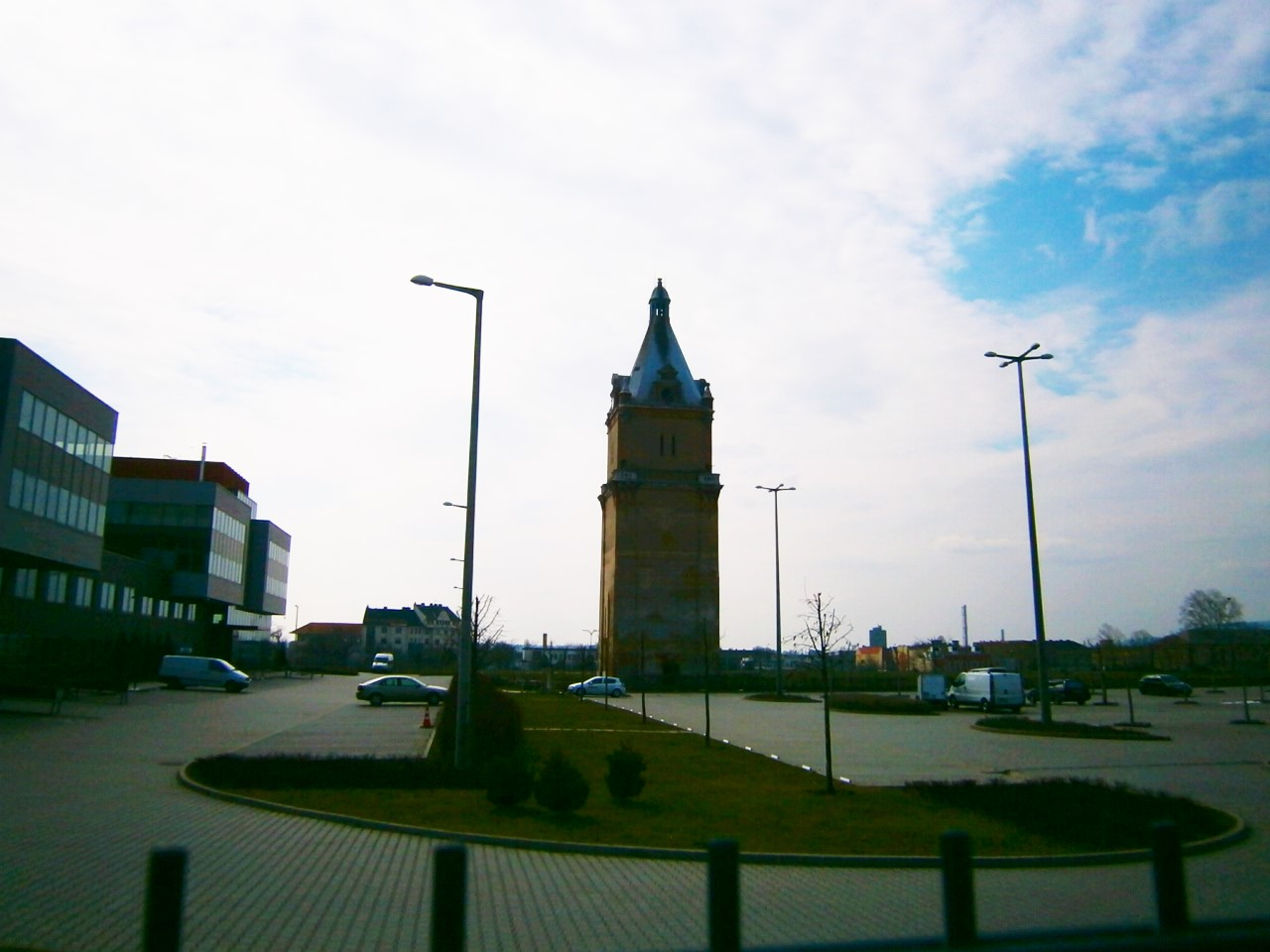
A megmaradt víztorony
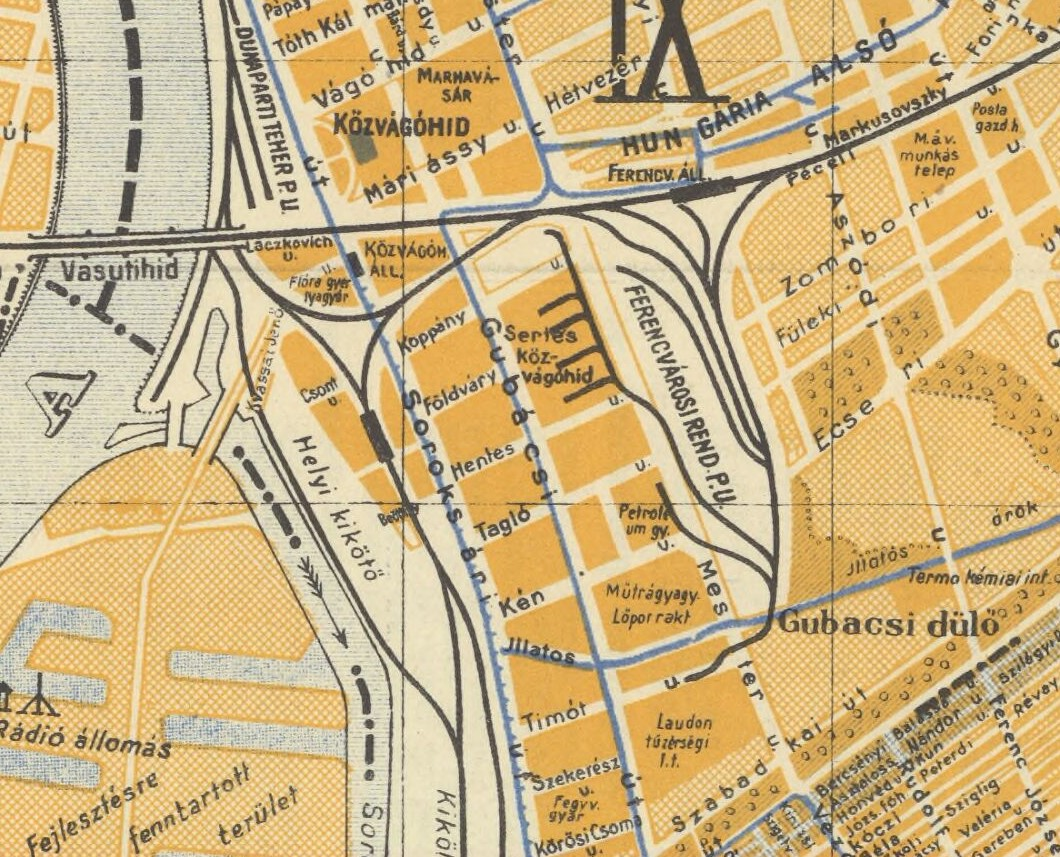
A gyár és környezete egy 1935-ös, olasz nyelvű Budapest-térkép részletén